# Lilybaeum (stolica tytularna)
Lilybaeum (łac. Dioecesis Lilybaetanus) – stolica historycznej diecezji w Italii erygowanej w IV wieku, a skasowanej ok. roku 910.
Starożytne miasto Lilibeum na Sycylii, dzisiejsza Marsala w prowincji Trapani we Włoszech. Obecnie katolickie biskupstwo tytularne ustanowione w 1966 przez papieża Pawła VI.

## Biskupi tytularni
| Lp. | Biskup                           | Funkcja                                    | Od                   | Do               |
| --- | -------------------------------- | ------------------------------------------ | -------------------- | ---------------- |
| 1   | Henrique Hector Golland Trindade | emerytowany arcybiskup Botucatu (Brazylia) | 27 marca 1968        | 16 marca 1971    |
| 2   | Vito Nicola Cavanna              | biskup koadiutor Asti (Włochy)             | 21 czerwca 1971      | 1 sierpnia 1977  |
| 3   | Carlos Alberto Nicolini          | biskup pomocniczy Salto (Urugwaj)          | 28 października 1977 | 29 grudnia 1984  |
| 4   | Jesús Gervasio Pérez Rodríguez   | biskup pomocniczy Sucre (Boliwia)          | 14 czerwca 1985      | 6 listopada 1989 |
| 5   | Giuseppe Leanza                  | nuncjusz apostolski                        | 3 lipca 1990         |                  |